# Montcabrièr (Òlt)
Montcabrièr (en francès Montcabrier) és un municipi francès situat al departament de l'Òlt i a la regió d'Occitània.
El municipi té Montcabrièr com a capital administrativa, i també compta amb els agregats de Cavart, Masèiras, lo Fraisse, Pestilhac, Minhòt, Queiròu, las Cabanas, Beças, la Grava, la Butja, los Espinards, Gaulon i la Tuca.

## Demografia
| 1962                                       | 1968 | 1975 | 1982 | 1990 | 1999 | 2007 |
| ------------------------------------------ | ---- | ---- | ---- | ---- | ---- | ---- |
| 403                                        | 426  | 380  | 352  | 403  | 385  | 400  |
| Des de 1962: població sense dobles comptes |      |      |      |      |      |      |

## Administració
| Període   | Identitat       | Partit |
| --------- | --------------- | ------ |
| 2001-2008 | Pierre Oulières |        |
| 2008-     | Didier Doriac   |        |